# 若大將系列
《若大將系列》系列，是日本東寶公司自1961年起到1971年推出的一系列影集，共17部作品。主角為性格男星加山雄三，女主角為星由里子，故事主軸於大學時期到出社會時發展，敘述男女之間的戀愛，大學朋友的互相砥礪，更表達了對音樂的熱愛。

## 男主角一家
- 田沼雄一（加山雄三）

老字號的壽喜燒屋「田能久」的兒子。
- 田沼久太郎（有島一郎）

雄一的爸爸。是「田能久」的當家鰥夫。
在「走吧!走吧!若大將」、「里約熱內盧的若大將」有久太郎的爸爸（雄一的爺爺）的照片登場。（全部有有島的假髮和假鬍子的裝扮。）
- 田沼力（飯田蝶子）

雄一的奶奶。是新好奇的雄一的理解人。有著腰痛的毛病。
- 田沼（江口） 照子（中真千子）

雄一的妹妹。

## 女主角
- 澄子（星由里子）

在故事前半部學生篇的瑪丹娜。
- 節子（酒井和歌子）

在故事後半部學生篇的瑪丹娜。
- 皆川純子（坂口良子）

「若大將回來了」的瑪丹娜。
- 藤山陽子
- 團令子

## 大學同學
- 石山新次郎（田中邦衛）
- 江口敏（江原達怡、二瓶正也）

## 其他演員
- 左卜全
- 上原謙
- 堺左千夫
- 藤木悠
- 平田昭彥

## 電視影集系列
- 大學時期的若大將（1961年）
- 銀座的若大將（1962年）
- 日本的若大將（1962年）
- 夏威夷的若大將（1963年）
- 大海的若大將（1965年）
- 電音的若大將（1965年）
- 阿爾卑斯山的若大將（1966年）
- 歌唱若大將（1966年）
- 讓我們開始吧！若大將（港名：足球少爺）共演：陳曼玲、寳田明（1967年）
- 南太平洋的若大將（1967年）
- 走吧!走吧!若大將（1967年）
- 里約熱內盧的若大將（1968年）
- 大學一年級的若大將（1969年）
- 紐西蘭的若大將（1969年）
- 好樣的！若大將（1970年）
- 我的天空！若大將（1970年）
- 若大將對青大將（1971年）
- 若大將回來了（1981年）